# نونان والی
نونان والی (به انگلیسی: Noonanwali) یک شهرک در پاکستان است که در ناحیه گجرات واقع شده‌است.